# Polygala comosa
Polygala comosa là một loài thực vật có hoa trong họ Polygalaceae. Loài này được Schkuhr miêu tả khoa học đầu tiên năm 1796.